# Thellungia
Thellungia és un gènere monotípic de plantes de la subfamília de les cloridòidies, família de les poàcies. La seva única espècie: Thellungia advena Stapf, és originària d'Austràlia.
El gènere va ser descrit per Otto Stapf i publicat a Bulletin of Miscellaneous Information Kew 1920(3): 97, f. 1–11. 1920.
Alguns autors ho inclouen en el gènere Eragrostis.